# Pavoclinus profundus
Pavoclinus profundus är en fiskart som beskrevs av Smith, 1961. Pavoclinus profundus ingår i släktet Pavoclinus och familjen Clinidae. Inga underarter finns listade i Catalogue of Life.